# لینو لیکس (مینه‌سوتا)
لینو لیکس، مینه‌سوتا (به انگلیسی: Lino Lakes, Minnesota) یک شهر در ایالات متحده آمریکا است که در شهرستان آنوکا، مینه‌سوتا واقع شده‌است.

## خصوصیات
لینو لیکس ۸۶٫۰۱ کیلومترمربع مساحت و ۲۰٬۲۱۶ نفر جمعیت دارد و ۲۷۰ متر بالاتر از سطح دریا واقع شده‌است.